# SONIKA
SONIKA（ソニカ）は、イギリスのZERO-Gから発売されている英語用の音声合成・デスクトップミュージック（DTM）ソフトウェアである。メロディと歌詞を入力することでパソコン上で歌声を合成することが出来る。発売は2009年7月15日。日本国内の販売はクリプトン・フューチャー・メディアが行っており、2009年8月7日に発売された。

## 製品
SONIKAはヤマハの開発した人の歌声をサンプリングしたライブラリを用いて歌声を合成する音声合成システム「VOCALOID2」を使用した英語用の女声ボーカル音源である。甘く澄んだ（sweet and pure）声が特徴とされ、サンプリング音声には「歌手」や「声優」ではない人物を起用しているという。製品名は「sonic」（音響）に由来し、それにヨーロッパ女性の名前に多い「a」を付けている。
SONIKAは、それまでのZERO-GのVOCALOID製品の硬派な路線とは異なり、皆が楽しめるようなVOCALOIDというコンセプトで企画された。パッケージはLEON、LOLAといった先に発売された同社製のVOCALOID製品では人格を想起させないデザインとなっていたがSONIKAには少女のキャラクター画像が使われており、クリプトン・フューチャー・メディアのキャラクター・ボーカル・シリーズからの影響をうかがわせるものとなっている。キャラクターとしてのプロフィールも設定されており、またTwitterのアカウントも所持、SONIKAとして雑誌インタビューに応じたこともある。
製品パッケージのデザインは2009年7月の販売当初のものと、発売後変更されたものが存在する。また、台湾での発売のためパッケージではオリジナルのキャラクターイラストが用いられる。製品名の表記は初代の製品パッケージでは一文字だけ小文字のSONiKAとなっているが、2代目の製品パッケージでは頭文字のみ大文字のSonika、公式サイトやZERO-G社の紹介コーナーでもSonikaや全て大文字のSONIKAといった表記も使われており統一はされていない。

### キャラクター
キャラクターの容姿はパッケージでは緑色の髪に黄色い服を着た物であるが初代のパッケージと新しいパッケージでは髪型、服装、絵柄などが異なりまたその他にも髪の色や服の異なるイラストも存在する。左腕には日本語で「ソニカ」のタトゥーが書かれており、これはイギリスで日本語や中国語のタトゥーが流行しているためだという。
SONIKAの紹介サイトには以下のようなプロフィールが記載されている。
- 年齢：17
- 身長：167cm
- 体重：58Kg

またDTMマガジン2009年9月号で行われたバーチャルインタビューによると生まれはリバプールの近くで誕生日は1992年5月1日、好きな食べ物は和食ではマグロの刺身、洋食ではハッシュドビーフ、音楽はジョン・レノンが好きでAC/DCもよく聴き日本の歌手では林原めぐみが好きだという。持たせてほしいアイテムとして赤いモンキーレンチを指定している。ZERO-Gの担当者はSONIKAの人柄について「彼女は大胆で、ハッピーで、皆を幸せにしたいと願っている」と説明している。